# Municipio de Cascade (Pensilvania)
El municipio de Cascade  (en inglés: Cascade Township) es un municipio ubicado en el condado de Lycoming en el estado estadounidense de Pensilvania. En el año 2000 tenía una población de 419 habitantes y una densidad poblacional de 4.0 personas por km².

## Geografía
El municipio de Cascade se encuentra ubicado en las coordenadas 41°28′00″N 76°52′19″O / 41.46667, -76.87194.

## Demografía
Según la Oficina del Censo en 2000 los ingresos medios por hogar en la localidad eran de $39,896 y los ingresos medios por familia eran $45,208. Los hombres tenían unos ingresos medios de $31,000 frente a los $22,813 para las mujeres. La renta per cápita para la localidad era de $19,465. Alrededor del 8,6% de la población estaban por debajo del umbral de pobreza.